# Guilty (песня The Rasmus)
Guilty (с англ. — «Виновный») — песня финской альтернативной рок-группы The Rasmus, выпущенная как пятый и последний сингл с пятого студийного альбома Dead Letters. Сингл был выпущен 4 августа 2004.
По словам группы, песня о том, как они пренебрегали своей семьёй и друзьями из-за требовательного и трудоёмкого графика работы.

## Видеоклип
Видеоклип к песне «Guilty» был снят в Лос-Анджелесе в 2004 году. Он показывает группу в затемнённой комнате вместе с фотографом.

## Список композиций
CD
1. «Guilty» (US Remix)
2. «First Day of My Life» (live)

UK edition
1. «Guilty» (US Radio Edit)
2. «Play Dead»
3. «Used To Feel Before»

UK Enhanced CD
1. «Guilty» (US Radio Edit)
2. «Play Dead»
3. «Used To Feel Before»
4. «Multimedia track:Guilty» (Video)

Enhanced CD (Album Version)
1. «Guilty» (Album Version)
2. «First Day Of My Life» (Live Radio Session)
3. «In The Shadows» (Live Radio Session)
4. «Guilty» (Video)